# Antoine Bourdelle
Antoine Bourdelle, plným jménem Émile-Antoine Bourdelle (29. října 1861 v Montauban – 1. října 1929 v Le Vésinet) byl francouzský sochař a malíř. Pracoval v ateliérech A. J. Daloua a Augusta Rodina. Sám ovlivnil několik umělců jako byli Henri Matisse, Aristide Maillol nebo Alberto Giacometti. Je znám především svým monumentálním sochařstvím. Jeho syn Pierre Bourdelle (1901–1966) byl rovněž sochařem.

## Životopis

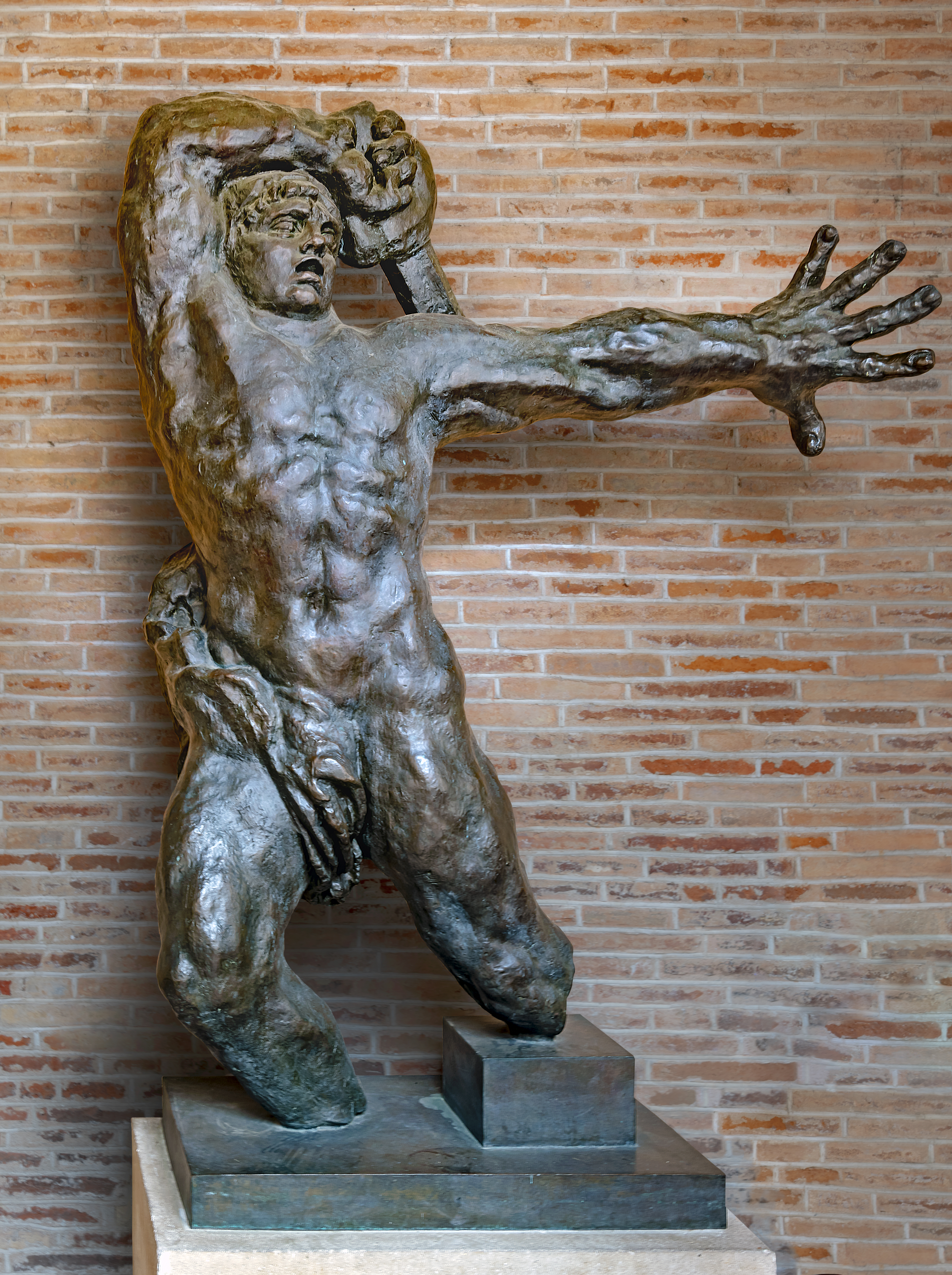
Bourdelle: Velký bojovník z Montaubanu, Fondation Bemberg, Toulouse

Ve věku třinácti let opustil školu, aby mohl pomáhat otci v tesařské dílně. Kromě otce ovlivnil mladého Bourdella i strýc-kameník a oba dědové. Zaměřoval se na sochařství a v roce 1876 získal stipendium na Akademii výtvarných umění v Toulouse. Začal studovat i na École nationale supérieure des beaux-arts v Paříži, kde se jeho učitelem stal Alexandre Falguière. V roce 1886 školu opustil, živil se jako kreslíř a své kresby prodával u umělecké firmy Goupil & Cie. Pracoval také u obchodníka Theodora van Gogha, bratra Vincenta van Gogha.
V roce 1893 nastoupil jako praktikant v ateliéru Augusta Rodina a zúčastnil se konkursu na pomník mrtvým z prusko-francouzské války v jeho rodném Montaubanu. Členové výboru přijali jeho návrh nepříznivě, ale na Rodinovu přímluvu Bourdelle zakázku v roce 1897 získal. V roce 1908 Bourdelle opustil Rodinův ateliér a odcestoval do Polska, kde získal zakázku na Mickiewiczův pomník v Paříži, na kterém pracoval až do své smrti.
Založil uměleckou výstavu Salon des Tuileries. V roce 1924 byl oceněn nejvyšším francouzským státním vyznamenáním Řádem čestné legie.
V roce 1929 nemocný Antoine Bourdelle odjel na zotavenou do venkovského domu svého přítele, slévače Eugèna Rudiera v Le Vésinet u Paříže, kde 1. října zemřel. Antoine Bourdelle je pohřben na hřbitově Montparnasse v Paříži.

### Československé vyznamenání
V roce 1925 byl Antoine Bourdelle vyznamenán prezidentem T. G. Masarykem řádem Bílého lva III. třídy.

## Dílo

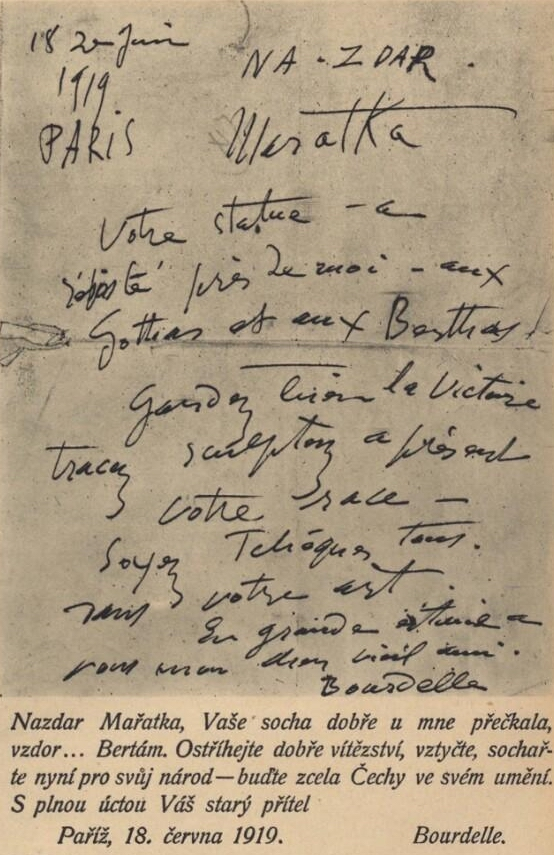
Dopis Antoina Bourdella Josefu Mařatkovi, 1919

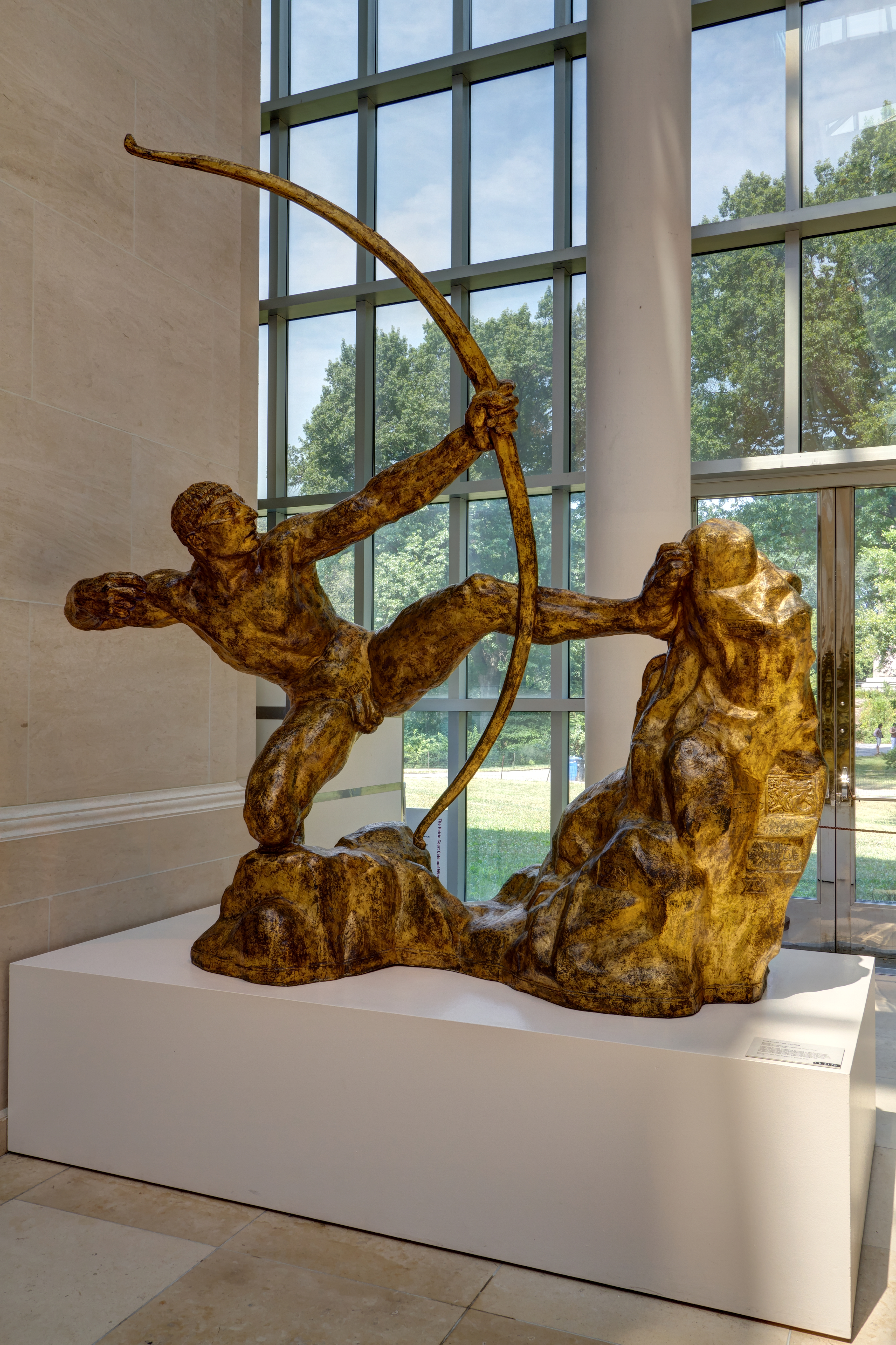
Héraklés – lučištník, Metropolitní muzeum umění, New York

Bourdelle hledal podněty v archaickém umění, ve výzdobě románských bazilik a rané francouzské gotice. Svou uměleckou práci chtěl naplnit velkými ideami a jako umělec devatenáctého století směřoval k monumentálnímu výrazu. Bourdellova socha Hérakles zosobňuje fyzickou sílu a odvahu lidstva.
Pro jeho způsob modelace je charakteristická skladba povrchu z tuhých, ostře řezaných ploch, často stylizovaných až ornamentálně. Bourdelle sám vysvětloval svým žákům, že formu, pokud to uzná za vhodné a prospěšné celku, je možné tvarově měnit až k nadsázce, deformaci a expresi – k vnitřnímu výrazu, který je významnější než bezprostřední zrakový vjem nebo zušlechťující idealizace.

### Československý válečný kříž 1914–1918
Antoine Bourdelle je uváděn jako autor návrhu československého vyznamenání Československý válečný kříž 1914–1918. (Autorství se připisovalo malíři Františku Kupkovi.)

### Vliv na české umělce
Bourdelle ovlivnil řadu českých umělců. Patřili k nim například Otto Gutfreund, Otakar Španiel, Josef Mařatka, Jan Štursa, Jakub Obrovský nebo Jaroslav Horejc. Na jaře roku 1909 se konala v Praze v pavilonu Mánesu na úpatí Kinského zahrady pod Petřínem výstava jeho děl. Pomáhal ji organizovat malíř Jan Dědina, který se s Bourdellem (a Rodinem) seznámil při pobytu v Paříži; pojilo je celoživotní přátelství. (Při tvorbě sochy Penelope, kterou Antoine Bourdelle tvořil v letech 1905–1912, si jako model vybral Dědinovu francouzskou manželku Jean Anceaux, matku sedmi dětí; dílem vyjádřil v plné síle něhu a mateřství.) Bourdelle měl v Praze též přednášku o Augustu Rodinovi a o sochařství obecně.

### Významná díla
- 1900 reliéfy na portálu Musée Grévin, Paříž
- 1902 pomník Aux Morts de Montauban
- 1909 bronzová socha Herkula jako lučištníka
- 1910–1912 série mramorových vlysů na fasádě, Théâtre des Champs-Élysées
- 1910–1912 vlysy lemující jeviště, Opéra de Marseille
- 1909, realizováno 1929, pomník Adama Mickiewicze poblíž Pont de l'Alma, Paříž
- 1922 pomník La France, prostranství před Musée d'art moderne de la Ville de Paris
- 1920–1930 dva andělé v kryptě památníku 1. světové války, Hartmannswillerkopf, (architekt Robert Danis)
- 1920–1930, realizováno 1999, tympanon s Pietou (bronz), Église Notre-Dame du Raincy
- jezdecká socha generála Carlose María de Alvear, Recoleta, Buenos Aires
- válečný památník, Capoulet-et-Junac

### Sochařská díla

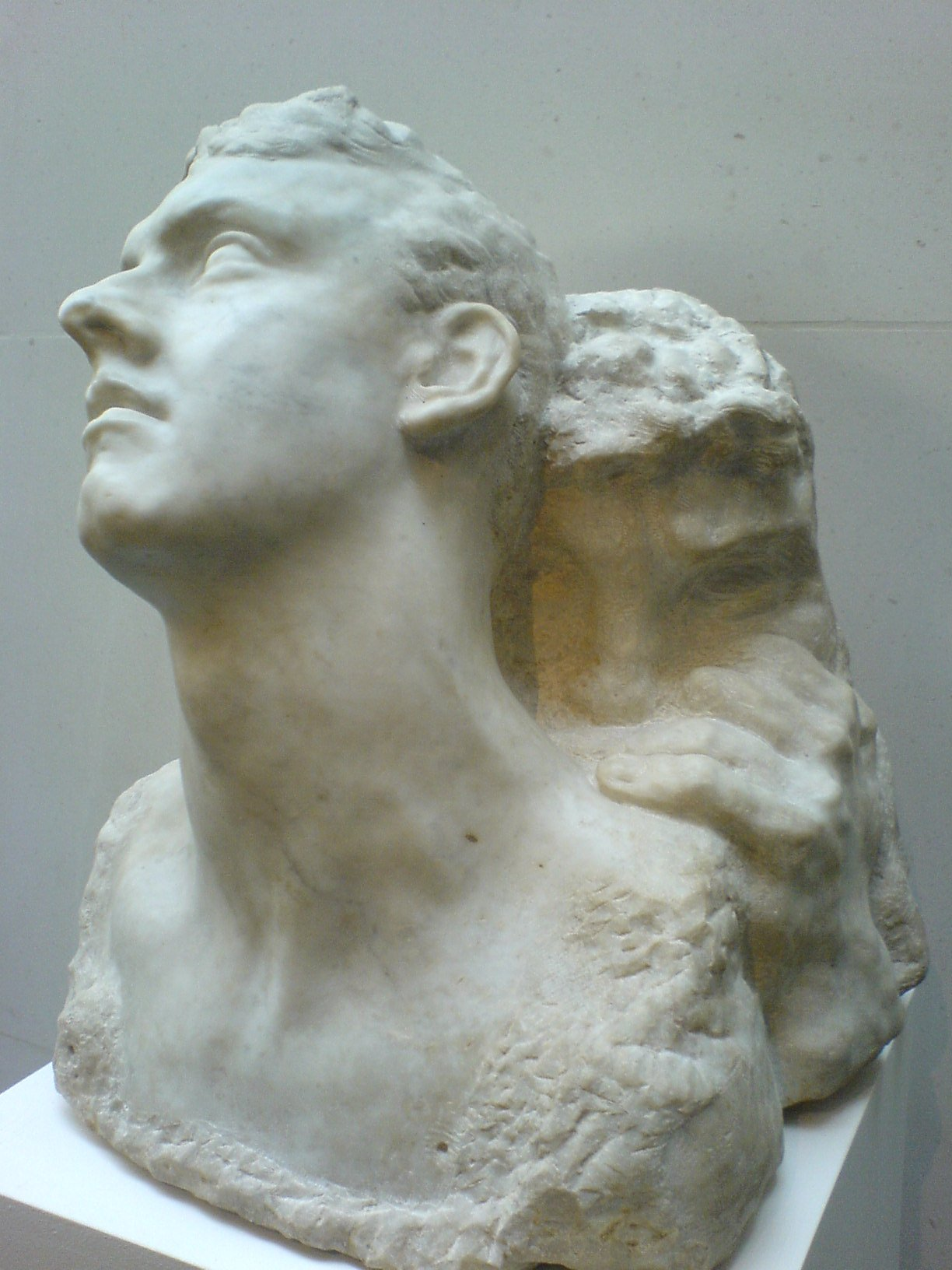
Antoine Bourdelle, Den a noc (1903)
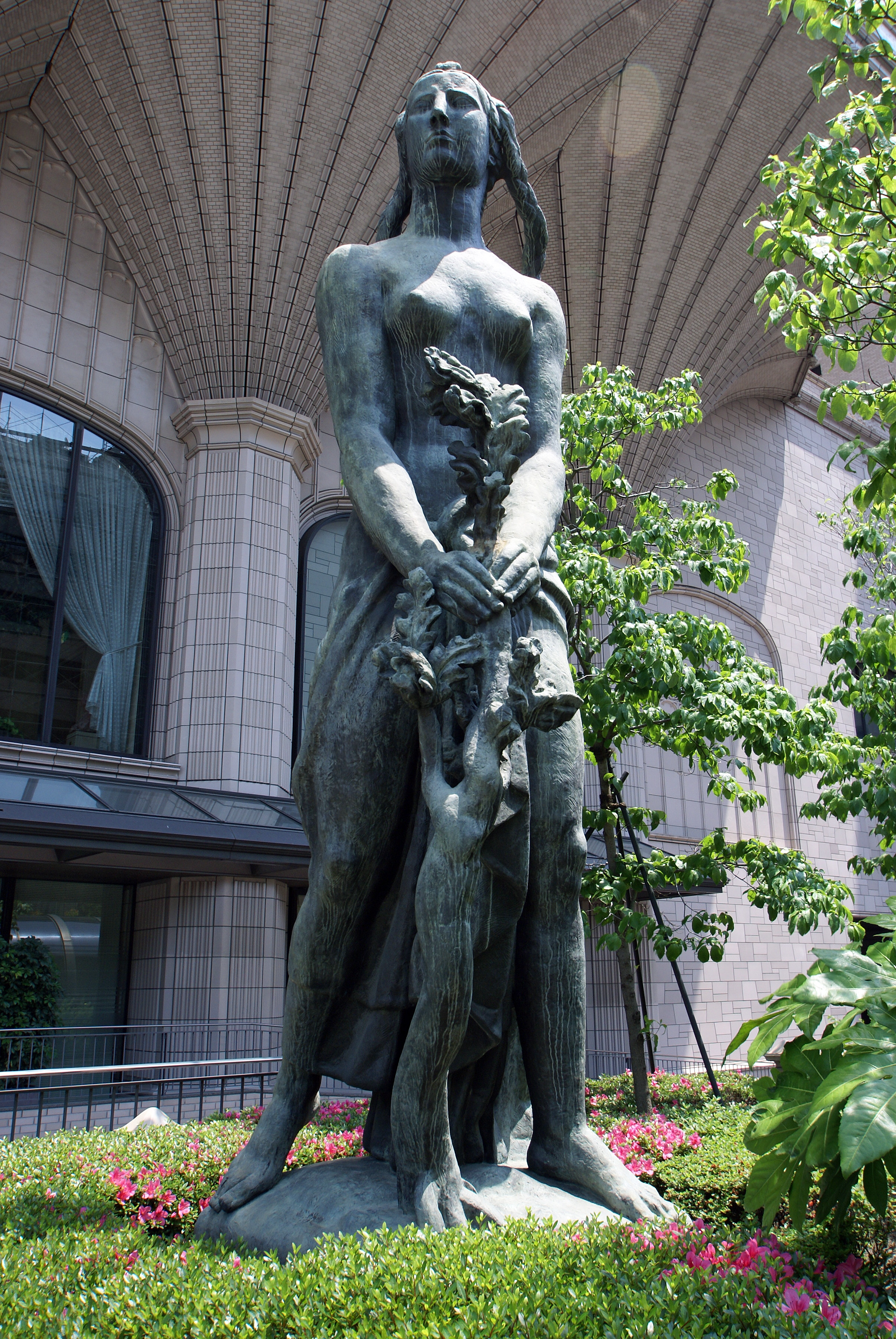
Antoine Bourdelle, La Liberté, Osaka
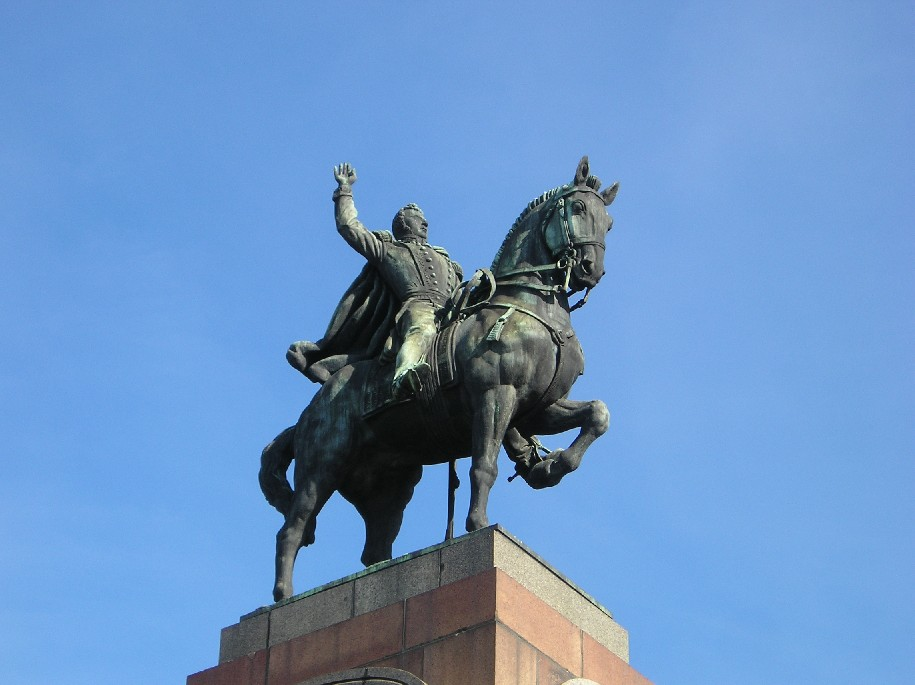
Antoine Bourdelle, pomník generála Carlose María de Alvear, Buenos Aires

### Zastoupení ve sbírkách
- Národní galerie v Praze Hérakles – Lučištník